# Ализариновый красный цвет
Ализари́новый кра́сный цвет — оттенок красного цвета, назван по сходству с органическим красителем ализарин.

## История
Древние египтяне использовали для получения розово-красных текстильных красок измельчённый корень растения марена красильная (лат. Rubia Tinctorium). Позже этот краситель иногда использовался в живописи Ренессанса, но считался слабым. В 19-м веке протравной краситель из марены под названием крапп всё же получил очень широкое применение в текстильной промышленности, но уже к концу века, благодаря развитию органической химии, появилось несколько новых «анилиновых» красителей, быстро завоевавших рынок. В их числе химики синтезировали основное красящее вещество марены, названное Ализариновый красный. Синтетический краситель благодаря дешевизне, доступности и повышенной долговечности стал отличным заменителем полученного из растений красителя.
На палитре художников он стал
источником фиолетового (при смеси с синим) и чёрного при смеси с тёмно-зелёной зеленью Гинье.